# Nigʻmatilla Yoʻldoshev
Pour les articles homonymes, voir Yoʻldoshev.
Nigʻmatilla Toʻlqinovich Yoʻldoshev (en ouzbek : Ниғматилла Тўлқинович Йўлдошев, en russe : Нигматилла Тулкинович Юлдашев), né le 5 novembre 1962 à Tachkent, est un homme d'État ouzbek. Il est du 22 janvier 2015 au 21 juin 2019 président du Sénat et exerce à ce titre, la fonction de président de la république d'Ouzbékistan par intérim du 2 au 8 septembre 2016.

## Biographie
Nigʻmatilla Yoʻldoshev est né le 5 novembre 1962 à Tachkent,. Diplômé de l'université d'État de Tachkent, il exerce les professions d'avocat et de juge d'instruction.
Le 21 juin 2011, il est nommé ministre de la justice,. Il reste à ce poste jusqu'au 26 janvier 2015.
Le 22 janvier 2015, il est élu président du Sénat. 

### Président de la République par intérim
Le 2 septembre 2016, à la mort d'Islam Karimov, il assure l'intérim de la présidence de la République. Cependant, dès sa prise de fonction, des spécialistes affirmaient que Yoldoshev ne resterait pas longtemps à la tête de la transition.
Il propose de renoncer aux fonctions de président par intérim et suggère la candidature du Premier ministre Shavkat Mirziyoyev, qui est élu par le Parlement ouzbek pour lui succéder le 8 septembre 2016, en tant que président à titre provisoire, tandis qu'une élection présidentielle anticipée est prévue dans un délai de trois mois.